# 꼬마 신랑
"꼬마 신랑"은 1970년 공개된 대한민국의 영화이다.

## 배역
- 문희
- 김정훈
- 허장강
- 주증녀